# Khuôn Lùng
Khuôn Lùng là một xã thuộc tỉnh Tuyên Quang, Việt Nam.

## Địa lý
Xã Khuôn Lùng có vị trí địa lý:
- Phía đông và nam giáp huyện Quang Bình
- Phía tây giáp xã Nà Chì
- Phía bắc giáp xã Quảng Nguyên.

Xã Khuôn Lùng có diện tích 39,63 km², dân số năm 2019 là 2.737 người, mật độ dân số đạt 69 người/km².

## Hành chính
Xã Khuôn Lùng được chia thành 6 thôn, bản: Nà Ràng, Trung Thành, Làng Thượng, Xuân Hoà, Nậm Phang, Phiêng Lang.

## Lịch sử
Trước đây, Khuôn Lùng là một xã thuộc huyện Bắc Quang.
Ngày 18 tháng 11 năm 1983, Hội đồng Bộ trưởng ban hành Quyết định 136-HĐBT về việc điều chỉnh toàn bộ xã Khuôn Lùng thuộc huyện Bắc Quang về huyện Xín Mần quản lý.